# 油井亜衣
油井 亜衣（ゆい あい、1981年2月14日 - ）は、フリーアナウンサー。

## 経歴
東京都豊島区出身。東横学園女子短期大学卒業後、圭三プロダクションの「圭三塾」17期生として学び、ジェイ・アキュートに所属してモデルとして活動していた。
2005年、NHK和歌山放送局に契約キャスターとして採用され、2年間勤務した。その後2007年から秋田朝日放送、2009年から瀬戸内海放送で契約アナウンサーとして2年ずつ活動した。瀬戸内海放送退社後はテレビ朝日アスクのアナウンサー派遣部門「アスクマネージメント」に登録し、フリーアナウンサーとして活動した。
2011年10月、NHK水戸放送局に契約キャスターとして採用され、4年半ぶりにNHKでの活動を再開した。2014年3月、水戸放送局を退局した。

## 出演履歴
- 雑誌（「らしさ」など）モデルほか
- 厳選逸品のばいちば（通信販売） - モデル、キャスター

NHK和歌山放送局時代
- わかやまNEWSウェーブ - リポーター

秋田朝日放送時代
- サタナビっ!（2007年4月 - 2009年3月） - リポーター
- るくなす（AABほか、2007年 - 2009年3月） - 秋田担当リポーター
- 週刊ことばマガジン（AABほか、2007年 - 2009年3月） - 秋田担当リポーター
- 朝だ!生です旅サラダ（ABC・テレビ朝日系、2007年） - 秋田担当レポーター
- 秘密結社 クロトサカ団（不定期） - トサカバイオレット役
- 行け!男鹿鹿男プロデューサー（2008年11月 - 2009年3月） - 第1秘書 役

瀬戸内海放送時代
- KSBニュース - キャスター
- にこまるTV（2009年4月 - 2010年3月26日） - 月-木キャスター
- にこまるワイド（2010年3月29日 - ）
- 朝だ!生です旅サラダ（ABC・テレビ朝日系、2010年） - 岡山・香川担当レポーター（別の放送局に移籍して同番組に再出演したのは、彼女が初めて）

NHK水戸放送局時代
- とれたてワイドいばらき
- ニュースワイド茨城
- ひるまえほっと